# Puchar Polski (województwo podlaskie) w piłce nożnej mężczyzn (2021/2022)
W sezonie 2021/2022 Puchar Polski na szczeblu regionalnym w województwie podlaskim składał się z 8 rund. Rozgrywki miały na celu wyłonienie zdobywcy Regionalnego Pucharu Polski w województwie podlaskim i uczestnictwo na szczeblu centralnym Pucharu Polski w sezonie 2022/2023.

## Uczestnicy
| III liga                                     | IV liga | klasa okręgowa | klasa A | zespoły nieligowe |
| -------------------------------------------- | --- | --- | --- | --- |
| - Jagiellonia II Białystok - Wissa Szczuczyn | - Cresovia Siemiatycze - Czarni Czarna Białostocka - Hetman Białystok - Krypnianka Krypno - KS Grabówka - KS Michałowo - KS Wasilków - ŁKS 1926 Łomża - MOSP Białystok - Olimpia Zambrów - Orzeł Kolno - Promień Mońki - Ruch Wysokie Mazowieckie - Sparta 1951 Szepietowo - Tur Bielsk Podlaski - Warmia Grajewo | - Dąb Dąbrowa Białostocka - GKS Gródek - GKS Stawiski - KS Śniadowo - MKS Mielnik - Orlęta Czyżew - Pasja Kleosin - Piast Białystok - Pogoń Łapy - Pomorzanka Sejny - Puszcza Hajnówka - Rudnia Zabłudów - Sokół Sokółka - Sparta Augustów - UM Krynki - Wigry II Suwałki | - Verta Suwałki - Jastrząb Knyszyn - Polonia Raczki - Grab Janówka - Wissa II Szczuczyn - Promień II Mońki - Biebrza Goniądz - Warmia II Grajewo - Pogranicze Kuźnica Białostocka - Kolejarz Czeremcha - KS II Wasilków - Supraślanka Supraśl - Piłkawka Białystok - Włókniarz Białystok - Iskra Narew - Turośnianka Turośń Kościelna - Sudovia Szudziałowo - ŁKS 1926 II Łomża - Husar Nurzec - Pionier Brańsk - Kos 1984 Rutki - KS Sokoły - Tur II Bielsk Podlaski - Korona Dobrzyniewo Duże - Jasion Jasionówka - Kora Korycin - Narew Choroszcz - Bocian Boćki - Hetman Tykocin - Magnat Juchnowiec Kościelny | - Znicz Radziłów - Korona Choroszcz - Kabareczi Białystok - OSP Czyżew - Biel Jeziorko - Lambada Choroszcz - Demed Łomża - Huragan Pęchratka Polska |

## Runda wstępna
Losowanie par rundy wstępnej odbyło się 8 lipca 2021 roku, natomiast mecze rozegrano w dniach 21-24 sierpnia tegoż roku.
| 15 sierpnia 2021 | Korona Choroszcz | 2:3   | Kabareczi Białystok |  |  |
| 18:30            | ?' ? · ?' ?      | (?:?) | ?' ? · ?' ? · ?' ?  |  |  |
|                  |                  |       |                     |  |  |

| 21 sierpnia 2021 | Turośnianka Turośń Kościelna                                                           | 5:1   | Sudovia Szudziałowo      |  |  |
| 11:00            | 2', 12' Wiktor Grabowski · 5' Michał Dziemianko · 9' Damian Repnik · 83' Dawid Tomczuk | (4:0) | 68' Przemysław Czeremcha |  |  |
|                  |                                                                                        |       |                          |  |  |

| 21 sierpnia 2021 | ŁKS 1926 II Łomża | 5:0   | Husar Nurzec |  |  |
| 11:00            | 5' Kacper Skrodzki · 14' Maksymilian Ostrowski · 16' Jakub Szerszniew · 74' Oliwier Świderski · 82' Wiktor Korotkiewicz | (3:0) |              |  |  |
|                  | |       |              |  |  |

| 21 sierpnia 2021 | Włókniarz Białystok                    | 2:3   | Iskra Narew                                  |  |  |
| 14:00            | 3' Stanisław Hryszko · 5' Adrian Piech | (2:2) | 43', 45' Daniel Łukaszuk · 82' Cezary Łuczak |  |  |
|                  |                                        |       |                                              |  |  |

| 21 sierpnia 2021 | Polonia Raczki                                                                       | 5:1   | Grab Janówka       |  |  |
| 16:00            | 33' Michał Gieniul · 53', 67', 80' Michał Naruszewicz · 62' (sam.) Paweł Chmielewski | (1:0) | 50' Michał Lewicki |  |  |
|                  |                                                                                      |       |                    |  |  |

| 21 sierpnia 2021 | OSP Czyżew         | 3:2   | Pionier Brańsk |  |  |
| 17:00            | ?' ? · ?' ? · ?' ? | (?:?) | ?' ? · ?' ?    |  |  |
|                  |                    |       |                |  |  |

| 22 sierpnia 2021 | Kolejarz Czeremcha     | 1:1 k. 4:5 | KS II Wasilków       |  |  |
| 16:00            | 81' Mikołaj Aleksiejuk | (0:0)      | 88' Rafał Pasiecznik |  |  |
|                  |                        |            |                      |  |  |

| 22 sierpnia 2021 | Verta Suwałki                                                                               | 5:0   | Jastrząb Knyszyn |  |  |
| 17:00            | 7' Marcin Liszewski · 17' Adrian Jurewicz · 60', 72' Tomasz Babkowski · 90' Paweł Fajkowski | (2:0) |                  |  |  |
|                  |                                                                                             |       |                  |  |  |

| 22 sierpnia 2021 | Wissa II Szczuczyn | 10:0 (w.o.) | Promień II Mońki |  |  |
| 17:00            | 2' Emil Marcinkiewicz · 7', 72' Dawid Modzelewski · 12', 61' Krystian Dzięgielewski · 30' Piotr Wyszyński · 45' Patryk Kisielewski · 50' Kacper Ruszczyk · 81' Mateusz Danowski · 90' Tomasz Daniluk | (5:0)       |                  |  |  |
|                  | |             |                  |  |  |

| 22 sierpnia 2021 | Znicz Radziłów | 3:0 (w.o.) | Pogranicze Kuźnica Białostocka |  |  |
| 17:00            |                |            |                                |  |  |
|                  |                |            |                                |  |  |

| 22 sierpnia 2021 | Biel Jeziorko | 1:1 k. 4:3 | Kos 1984 Rutki |  |  |
| 17:00            | ?' ?          | (?:?)      | ?' ?           |  |  |
|                  |               |            |                |  |  |

| 22 sierpnia 2021 | Lambada Choroszcz  | 3:1   | KS Sokoły |  |  |
| 18:00            | ?' ? · ?' ? · ?' ? | (?:?) | ?' ?      |  |  |
|                  |                    |       |           |  |  |

| 22 sierpnia 2021 | Demed Łomża | w.o. | Huragan Pęchratka Polska |  |  |
| 18:00            |             |      |                          |  |  |
|                  |             |      |                          |  |  |

| 24 sierpnia 2021 | Biebrza Goniądz                                        | 5:0   | Warmia II Grajewo |  |  |
| 17:00            | 20', 22' Eryk Chrzanowski · 56', 61', 81' Paweł Dekarz | (2:0) |                   |  |  |
|                  |                                                        |       |                   |  |  |

| 24 sierpnia 2021 | Supraślanka Supraśl                         | 2:1   | Piłkawka Białystok   |  |  |
| 17:00            | 15' Karol Maksimowicz · 54' Jakub Falkowski | (1:1) | 32' Adrian Lewkowicz |  |  |
|                  |                                             |       |                      |  |  |

## I runda
Mecze I rundy 7 i 8 września 2021 roku. Wolny los otrzymały Biel Jeziorko i Tur II Bielsk Podlaski.
| 7 września 2021 | Narew Choroszcz | 0:1   | Wissa II Szczuczyn      |  |  |
| 18:00           |                 | (0:0) | 65' Bartosz Mieczkowski |  |  |
|                 |                 |       |                         |  |  |

| 7 września 2021 | Hetman Tykocin                                | 3:1   | Magnat Juchnowiec Kościelny |  |  |
| 19:00           | 8' Maciej Dymek · 17', 38' Patryk Fabiszewski | (3:0) | 63' Rafał Speichler         |  |  |
|                 |                                               |       |                             |  |  |

| 8 września 2021 | Polonia Raczki | 3:0 (w.o.) | Jasion Jasionówka |  |  |
| 16:00           |                |            |                   |  |  |
|                 |                |            |                   |  |  |

| 8 września 2021 | Biebrza Goniądz | 3:0 (w.o.) | Kora Korycin |  |  |
| 16:00           |                 |            |              |  |  |
|                 |                 |            |              |  |  |

| 8 września 2021 | Bocian Boćki                                   | 2:3   | Turośnianka Turośń Kościelna                   |  |  |
| 16:00           | 25' Andrzej Orzechowski · 77' Marcin Turkowicz | (1:2) | 14', 32' Adam Łukaszuk · 89' Jakub Czaczkowski |  |  |
|                 |                                                |       |                                                |  |  |

| 8 września 2021 | Iskra Narew | 3:0 (w.o.) | Supraślanka Supraśl |  |  |
| 16:00           |             |            |                     |  |  |
|                 |             |            |                     |  |  |

| 8 września 2021 | Lambada Choroszcz                                                        | 3:2   | Kabareczi Białystok |  |  |
| 18:00           | 37' Damian Bruliński · 62' Cezary Chrościcki · 90' Przemysław Sobolewski | (1:2) | 15', 22' ?          |  |  |
|                 |                                                                          |       |                     |  |  |

| 15 września 2021 | Znicz Radziłów     | 3:6 (p.d.) | Verta Suwałki                           |  |  |
| 16:00            | ?' ? · ?' ? · ?' ? | (?:?)      | ?' ? · ?' ? · ?' ? · ?' ? · ?' ? · ?' ? |  |  |
|                  |                    |            |                                         |  |  |

| 14 września 2021 | ŁKS 1926 II Łomża                                                           | 3:2   | Korona Dobrzyniewo Duże                        |  |  |
| 19:00            | 28' Mateusz Zalewski · 41' Aleksander Drewnowski · 74' (sam.) Kacper Baszeń | (2:0) | 48' Adrian Niegowski · 71' Krystian Wawrzeniuk |  |  |
|                  |                                                                             |       |                                                |  |  |

| 15 września 2021 | OSP Czyżew                       | 5:3   | KS II Wasilków     |  |  |
| 19:00            | ?' ? · ?' ? · ?' ? · ?' ? · ?' ? | (?:?) | ?' ? · ?' ? · ?' ? |  |  |
|                  |                                  |       |                    |  |  |

## II runda
Losowanie par II rundy odbyło się 10 września 2021 roku, natomiast mecze rozegrano 29 września tegoż roku.
| 29 września 2021 | Tur II Bielsk Podlaski | 3:0 (w.o.) | GKS Gródek |  |  |
| 15:30            |                        |            |            |  |  |
|                  |                        |            |            |  |  |

| 29 września 2021 | Hetman Tykocin | 0:3 (w.o.) | MKS Mielnik |  |  |
| 15:30            |                |            |             |  |  |
|                  |                |            |             |  |  |

| 29 września 2021 | Iskra Narew | 3:0 (w.o.) | Pogoń Łapy |  |  |
| 15:30            |             |            |            |  |  |
|                  |             |            |            |  |  |

| 29 września 2021 | GKS Stawiski                            | 6:4   | Piast Białystok           |  |  |
| 15:30            | ?' ? · ?' ? · ?' ? · ?' ? · ?' ? · ?' ? | (?:?) | ?' ? · ?' ? · ?' ? · ?' ? |  |  |
|                  |                                         |       |                           |  |  |

| 29 września 2021 | Wissa II Szczuczyn  | 1:0   | Sparta Augustów |  |  |
| 15:30            | 45' Kamil Trambecki | (1:0) |                 |  |  |
|                  |                     |       |                 |  |  |

| 29 września 2021 | Biebrza Goniądz                                                               | 5:6 (p.d.) | UM Krynki                                                                                           |  |  |
| 15:30            | 23', 68', 88' Paweł Dekarz · 45' (sam.) Kamil Machłajewski · 67' Marcin Sygit | (2:2)      | 7' Łukasz Gąsowski · 9', 54' Krystian Taudul · 52', 110' Jacek Stefanowicz · 72' Kamil Machłajewski |  |  |
|                  |                                                                               |            | |  |  |

| 29 września 2021 | Polonia Raczki                            | 2:3   | Verta Suwałki                                                     |  |  |
| 15:30            | 61' Michał Gieniul · 77' Mateusz Burzycki | (0:1) | 41' Paweł Fajkowski · 55' Marcin Liszewski · 69' Tomasz Babkowski |  |  |
|                  |                                           |       |                                                                   |  |  |

| 29 września 2021 | Puszcza Hajnówka                   | 2:1   | KS Śniadowo          |  |  |
| 15:30            | 80' Piotr Wojciuk · 90' Adam Langa | (0:0) | 49' Patryk Godlewski |  |  |
|                  |                                    |       |                      |  |  |

| 29 września 2021 | Turośnianka Turośń Kościelna | 1:2   | Pasja Kleosin                               |  |  |
| 15:30            | 57' Michał Dziemianko        | (0:2) | 30' Krzysztof Jaszczołt · 44' Dawid Radecki |  |  |
|                  |                              |       |                                             |  |  |

| 29 września 2021 | Lambada Choroszcz | 1:7   | Orlęta Czyżew                                  |  |  |
| 17:30            | ?' ?              | (?:?) | ?' ? · ?' ? · ?' ? · ?' ? · ?' ? · ?' ? · ?' ? |  |  |
|                  |                   |       |                                                |  |  |

| 29 września 2021 | Pomorzanka Sejny | 3:0 (w.o.) | Sokół Sokółka |  |  |
| 18:30            |                  |            |               |  |  |
|                  |                  |            |               |  |  |

| 29 września 2021 | OSP Czyżew  | 2:5   | Rudnia Zabłudów                  |  |  |
| 19:00            | ?' ? · ?' ? | (?:?) | ?' ? · ?' ? · ?' ? · ?' ? · ?' ? |  |  |
|                  |             |       |                                  |  |  |

| 29 września 2021 | Biel Jeziorko      | 3:6   | ŁKS 1926 II Łomża                       |  |  |
| 19:30            | ?' ? · ?' ? · ?' ? | (?:?) | ?' ? · ?' ? · ?' ? · ?' ? · ?' ? · ?' ? |  |  |
|                  |                    |       |                                         |  |  |

## 1/16 finału
Losowanie par 1/16 finału odbyło się 1 października 2021 roku, natomiast mecze rozegrano w dniach 19-20 października tegoż roku.
| 19 października 2021 | Tur II Bielsk Podlaski | 1:0   | Cresovia Siemiatycze |  |  |
| 14:45                | 57' Marek Polubiatko   | (0:0) |                      |  |  |
|                      |                        |       |                      |  |  |

| 20 października 2021 | Wigry II Suwałki | 3:0 (w.o.) | Promień Mońki |  |  |
| 14:45                |                  |            |               |  |  |
|                      |                  |            |               |  |  |

| 20 października 2021 | Iskra Narew | 0:5   | MKS Mielnik                                                                                     |  |  |
| 14:45                |             | (0:4) | 11' Jakub Weremijewicz · 17' Kamil Czekuć · 26', 29' Mariusz Żornaczuk · 82' Damian Gierasimiuk |  |  |
|                      |             |       |                                                                                                 |  |  |

| 20 października 2021 | Czarni Czarna Białostocka | 1:0 (p.d.) | KS Wasilków |  |  |
| 14:45                | 120' Marcin Pawnuk        | (0:0)      |             |  |  |
|                      |                           |            |             |  |  |

| 20 października 2021 | Puszcza Hajnówka        | 2:4   | Tur Bielsk Podlaski                                                      |  |  |
| 14:45                | 2', 38' Michał Grygoruk | (2:1) | 18', 65' Karol Kosiński · 57' Patryk Stypułkowski · 79' Maciej Kondracki |  |  |
|                      |                         |       |                                                                          |  |  |

| 20 października 2021 | GKS Stawiski | 0:14  | ŁKS 1926 Łomża |  |  |
| 14:55                |              | (0:5) | 3' Mateusz Koc · 7', 17' Tomasz Brzozowski · 34' Filip Cudakiewicz · 39' Konrad Kamienowski · 47', 75', 88' Patryk Szymański · 54' Daniel Kacprzyk · 57', 69', 72', 80' Rafał Maćkowski · 64' Wiktor Walczak |  |  |
|                      |              |       | |  |  |

| 20 października 2021 | Rudnia Zabłudów     | 1:2   | Sparta 1951 Szepietowo                  |  |  |
| 15:00                | 7' Dominik Łapiński | (1:1) | 17' Dominik Betko · 49' Paweł Rudkowski |  |  |
|                      |                     |       |                                         |  |  |

| 20 października 2021 | Krypnianka Krypno | 0:5   | Ruch Wysokie Mazowieckie                                                                                       |  |  |
| 15:00                |                   | (0:3) | 9' Paweł Brokowski · 28' Patryk Pasko · 43' Damian Decewicz · 57' Mariusz Piszczatowski · 82' Kamil Jackiewicz |  |  |
|                      |                   |       | |  |  |

| 20 października 2021 | ŁKS 1926 II Łomża | 0:4   | Warmia Grajewo                                                       |  |  |
| 15:00                |                   | (0:2) | 6' Damian Węgrzyn · 29', 69' Łukasz Wojno · 52' (sam.) Mariusz Sulej |  |  |
|                      |                   |       |                                                                      |  |  |

| 20 października 2021 | Pasja Kleosin | 0:3   | MOSP Białystok                             |  |  |
| 17:00                |               | (0:0) | 55' Filip Dojlida · 64', 80' Jakub Wołosik |  |  |
|                      |               |       |                                            |  |  |

| 20 października 2021 | Verta Suwałki | 0:12  | Wissa Szczuczyn |  |  |
| 17:30                |               | (0:4) | 4', 36', 67' Damian Toczydłowski · 18', 45', 61' Krystian Maciejuk · 52', 63', 69', 78', 81' Konrad Radzikowski · 65' Mariusz Łapiński |  |  |
|                      |               |       | |  |  |

| 20 października 2021 | Olimpia Zambrów    | 1:4   | KS Michałowo                                                        |  |  |
| 17:45                | 87' Kamil Zalewski | (0:2) | 8', 28' Kacper Szadłowski · 59' Piotr Skiepko · 90' Szymon Sakowicz |  |  |
|                      |                    |       |                                                                     |  |  |

| 20 października 2021 | Pomorzanka Sejny     | 1:3   | KS Grabówka                                                         |  |  |
| 18:00                | 77' Konrad Małkiński | (0:0) | 51' Wojciech Kukliński · 90' Kamil Czeremcha · 90' Maciej Kurcewicz |  |  |
|                      |                      |       |                                                                     |  |  |

| 20 października 2021 | Orlęta Czyżew | 0:2   | Jagiellonia II Białystok            |  |  |
| 18:00                |               | (0:1) | 40' Głowicki · 63' Hubert Karpiński |  |  |
|                      |               |       |                                     |  |  |

| 20 października 2021 | UM Krynki                                     | 2:0   | Hetman Białystok |  |  |
| 20:00                | 59' Przemysław Szymanowicz · 90' Karol Deryng | (0:0) |                  |  |  |
|                      |                                               |       |                  |  |  |

| 11 listopada 2021 | Wissa II Szczuczyn | 1:4   | Orzeł Kolno                                                     |  |  |
| 11:00             | 2' Kamil Karwowski | (1:3) | 12' Ireneusz Piwko · 32' Patryk Banach · 34', 61' Karol Domurat |  |  |
|                   |                    |       |                                                                 |  |  |

## 1/8 finału
Losowanie par 1/8 finału odbyło się 19 listopada 2021 roku, natomiast mecze rozegrano 30 marca 2022 roku.
| 30 marca 2022 | MKS Mielnik         | 1:0   | Sparta 1951 Szepietowo |  |  |
| 16:20         | 10' Daniel Krasucki | (1:0) |                        |  |  |
|               |                     |       |                        |  |  |

| 30 marca 2022 | MOSP Białystok | 0:2   | KS Grabówka              |  |  |
| 16:20         |                | (0:1) | 33', 60' Michał Domański |  |  |
|               |                |       |                          |  |  |

| 30 marca 2022 | ŁKS 1926 Łomża                            | 2:0   | Warmia Grajewo |  |  |
| 16:20         | 53' Reinaldo Melao · 74' Patryk Szymański | (0:0) |                |  |  |
|               |                                           |       |                |  |  |

| 30 marca 2022 | Jagiellonia II Białystok                                          | 3:1   | Wissa Szczuczyn      |  |  |
| 16:30         | 48' Bartosz Dyszy · 71' Mikołaj Wasilewski · 82' Michał Samborski | (0:0) | 50' Patryk Koncewicz |  |  |
|               |                                                                   |       |                      |  |  |

| 30 marca 2022 | UM Krynki                                                 | 4:0   | Czarni Czarna Białostocka |  |  |
| 16:30         | 3' Krystian Taudul · 13', 56', 73' Przemysław Szymanowicz | (2:0) |                           |  |  |
|               |                                                           |       |                           |  |  |

| 30 marca 2022 | Tur II Bielsk Podlaski | 0:4   | Tur Bielsk Podlaski                                                          |  |  |
| 16:45         |                        | (0:0) | 56', 84' Patryk Niemczynowicz · 57' Patryk Stypułkowski · 61' Karol Kosiński |  |  |
|               |                        |       |                                                                              |  |  |

| 30 marca 2022 | Ruch Wysokie Mazowieckie                                                            | 4:1   | Orzeł Kolno         |  |  |
| 17:30         | 20' Michał Grochowski · 40' Paweł Brokowski · 78' Patryk Pasko · 80' Jakub Judzicki | (2:0) | 53' Kamil Trambecki |  |  |
|               |                                                                                     |       |                     |  |  |

| 30 marca 2022 | Wigry II Suwałki                                | 2:3 (p.d.) | KS Michałowo                                    |  |  |
| 17:30         | 56' Sebastian Zackiewicz · 96' Sebastian Dębski | (0:1)      | 33' Paweł Zabrocki · 92', 118' Mateusz Rogowski |  |  |
|               |                                                 |            |                                                 |  |  |

## 1/4 finału
Mecze 1/4 finału odbyły się 20 kwietnia 2022 roku.
| 20 kwietnia 2022 | ŁKS 1926 Łomża                           | 3:4 (p.d.) | Jagiellonia II Białystok                                               |  |  |
| 17:00            | 44' Parker Csiszar · 48', 88' Xahne Reid | (2:1)      | 41' Jan Majsterek · 76' Mikołaj Wasilewski · 90', 92' Maciej Twarowski |  |  |
|                  |                                          |            |                                                                        |  |  |

| 20 kwietnia 2022 | UM Krynki                 | 2:3   | Tur Bielsk Podlaski                                          |  |  |
| 17:00            | 1', 40' Jacek Stefanowicz | (2:0) | 53' Jan Kacprowski · 84' Jacek Dzienis · 89' Łukasz Popiołek |  |  |
|                  |                           |       |                                                              |  |  |

| 20 kwietnia 2022 | Ruch Wysokie Mazowieckie | 1:0   | KS Michałowo |  |  |
| 17:00            | 41' Michał Steć          | (1:0) |              |  |  |
|                  |                          |       |              |  |  |

| 20 kwietnia 2022 | MKS Mielnik           | 1:4   | KS Grabówka                                                         |  |  |
| 17:00            | 41' Mariusz Żornaczuk | (1:2) | 12', 47' Adam Ilczuk · 35' Mateusz Kalinowski · 78' Michał Domański |  |  |
|                  |                       |       |                                                                     |  |  |

## 1/2 finału
Mecze półfinałowe odbyły się 18 maja 2022 roku.
| 18 maja 2022 | KS Grabówka | 0:3   | Ruch Wysokie Mazowieckie                                      |  |  |
| 17:45        |             | (0:2) | 35' Paweł Brokowski · 45' Kacper Skibko · 79' Kacper Gwardiak |  |  |
|              |             |       |                                                               |  |  |

| 18 maja 2022 | Tur Bielsk Podlaski                       | 2:1 (p.d.) | Jagiellonia II Białystok |  |  |
| 17:45        | 27' Jacek Dzienis · 93' Marcin Bazylewski | (1:1)      | 15' Kamil Huczko         |  |  |
|              |                                           |            |                          |  |  |

## Finał
Mecz finałowy został rozegrany 8 czerwca na Stadionie Miejskim w Zambrowie. W nim Ruch Wysokie Mazowieckie pokonał 3:0 Tur Bielsk Podlaski zdobywając trofeum i uzyskując możliwość gry na szczeblu centralnym Pucharu Polski w sezonie 2022/23.
| 8 czerwca 2022 | Ruch Wysokie Mazowieckie                    | 3:0   | Tur Bielsk Podlaski | Stadion Miejski w Zambrowie |  |
| 17:00          | 7' Patryk Pasko · 27', 66' Kamil Jackiewicz | (2:0) |                     |                             |  |
|                |                                             |       |                     |                             |  |